# Crazyhead
Crazyhead é uma série de comédia de terror britânica premiada escrita por Howard Overman, criador de Misfits. A série foi lançada em 19 de outubro no Reino Unido no canal E4 e internacionalmente lançada em 16 de dezembro de 2016 na Netflix. Recebeu a co-produção da Netflix na cidade de Bristol, na Inglaterra. Em 2017, a série foi premiada com RTS West of England em três categorias: Melhor Som, Melhor Design e Melhor Performance Televisiva de Susan Wokoma, atuando como Raquel.

## Enredo
Algumas pessoas simplesmente não nasceram para ter uma vida comum. Este é o caso de Amy (Cara Theobold), uma jovem de vinte e poucas anos, que nunca se imaginou enfrentando uma legião de demônios. Felizmente, ela não está sozinha. Junto com sua amiga Raquel (Susan Wokoma), a dupla encara esta arrepiante missão, sem abrir mão dos problemas típicos de suas idades.

## Elenco

### Protagonistas
- Cara Theobold como Amy,[2] uma infeliz trabalhadora de boliche
- Susan Wokoma como Raquel Francis,[2] uma solidária e autodesenvolvida caçadora de demônios
- Arinze Kene como Tyler,[2] irmão de Raquel
- Lewis Reeves como Jake,[2] melhor amigo de Amy da escola e trabalho
- Riann Steele como Suzanne,[2] fantasma e melhor amigo de Amy
- Luke Allen-Gale como Sawyer,[2] demônio com poderes e pai de Raquel
- Charlie Archer como Harry,[2] demônio que cuida de Raquel
- Tony Curran como Callum,[2] demônio  com poderes disfarçado como o psiquiatra de Raquel

### Recorrentes
- Lu Corfield como Mercy,[2] demônio e mãe solteira
- Billy Seymour como Dylan, demônio e capanga de Callum

## Episódios
| Número | Título                | Diretor        | Escritor       | Estreia                | Audiência no UK (milhões) |
| ------ | --------------------- | -------------- | -------------- | ---------------------- | ------------------------- |
| 1      | "A Very Trippy House" | Al Mackay      | Howard Overman | 19 de outubro de 2016  | 0.26                      |
| 2      | "A Pine Fresh Scent"  | Al Mackay      | Howard Overman | 26 de outubro de 2016  | ASA                       |
| 3      | "Shave the Cat"       | Al Mackay      | Howard Overman | 2 de novembro de 2016  | 0.28                      |
| 4      | "Penguin or Cow?"     | Declan O'Dwyer | Howard Overman | 9 de novembro de 2016  | 0.30                      |
| 5      | "Episódio 5"          | Declan O'Dwyer | Howard Overman | 16 de novembro de 2016 | 0.30                      |
| 6      | "Downward Facing Dog" | Declan O'Dwyer | Howard Overman | 23 de novembro de 2016 | 0.27                      |

## Recepção da crítica
A série recebeu críticas positivas. O jornal The Guardian descreveu a série como "desordenada, excelente, efervescente e engraçada". Além disso, elogiaram a dupla atuação de Cara Theobold como Susan Wokoma. O jonal britânico The Daily Telegraph descreveu a série como "brilhante, enérgica e genuinamente engraçada."